# Labradoodle
Labradoodle – hybryda, powstała ze skrzyżowania Labradora Retrievera z pudlem.

## Rys historyczny
Historia Labradoodla rozpoczęła się w 1988 roku w Australii. Był on odpowiedzią na pojawiające się zapotrzebowanie na psa przyjaznego alergikom, ale jednocześnie chętnie współpracującego z ludźmi. Na Hawajach mieszkała tracąca wzrok kobieta, która potrzebowała psa przewodnika. Niestety jej mąż był uczulony na sierść psa i nie mogła ona posiadać w domu psa żadnej ze znanych ras „niealergizujących”. Wtedy właśnie Wally Cornen pracujący w Stowarzyszeniu Australijskich Psów Pracujących wpadł na pomysł skrzyżowania pudla i labradora. Urodziły się 3 szczenięta, z których jeden został wysłany na Hawaje i służył niewidomej kobiecie jako pies przewodnik. Ta krzyżówka została nazwana Labradoodle. Pozostałe 2 szczenięta nie mogły znaleźć domu przez dłuższy czas. Później wymyślono nazwę Labradoodle i oficjalnie zapoczątkowano pracę nad nową rasą.
Kontynuowano kojarzenie tych ras w celu uzyskania psów, od których wszystkie szczeniaki nie linieją i są tolerowane przez alergików. W 1989 roku powstało Ruthland Manor Breeding and Research Centre oraz Tegan Park Research and Breeding Centre. W obu centrach prowadzono odpowiednie krzyżowania zwierząt przebadanych genetycznie, tak by wyeliminować zarówno linienie jak i genetyczne choroby, którymi obciążone są zarówno pudle jak i labradory. W ten właśnie sposób, na przestrzeni wielu lat pracy powstały Wielopokoleniowe Australijskie Labradoodle. Od połowy 2004 roku zaprzestano krzyżowania Labradora z Pudlem, uznano, że australijski Labradoodle od tej pory będzie rozmnażany tylko między osobnikami tej nowej rasy.

## Wygląd
U australijskich Labradoodli wzorzec wyglądu jest określony i uzyskiwany przy każdym krzyżowaniu. Mają atletyczne ciało i nieliniejącą sierść. Powinny mieć duże, okrągłe oczy, uszy opadające, nos duży, przypominający kwadrat.
Australijskie Labradoodle mają dwa typy sierści: wełna (z ang. Wool) i runo (z ang. Fleece). U zwykłych labradoodli pojawia się jeszcze trzeci typ – włos (liniejący). Wełna wygląda jak sierść pudla, runo przypomina sierść owcy, jest dłuższe i delikatnie pofalowane. Te dwa typy sierści nie linieją.
Sierść Labradoodli występują w wielu kolorach, od biszkoptowego po czarny.

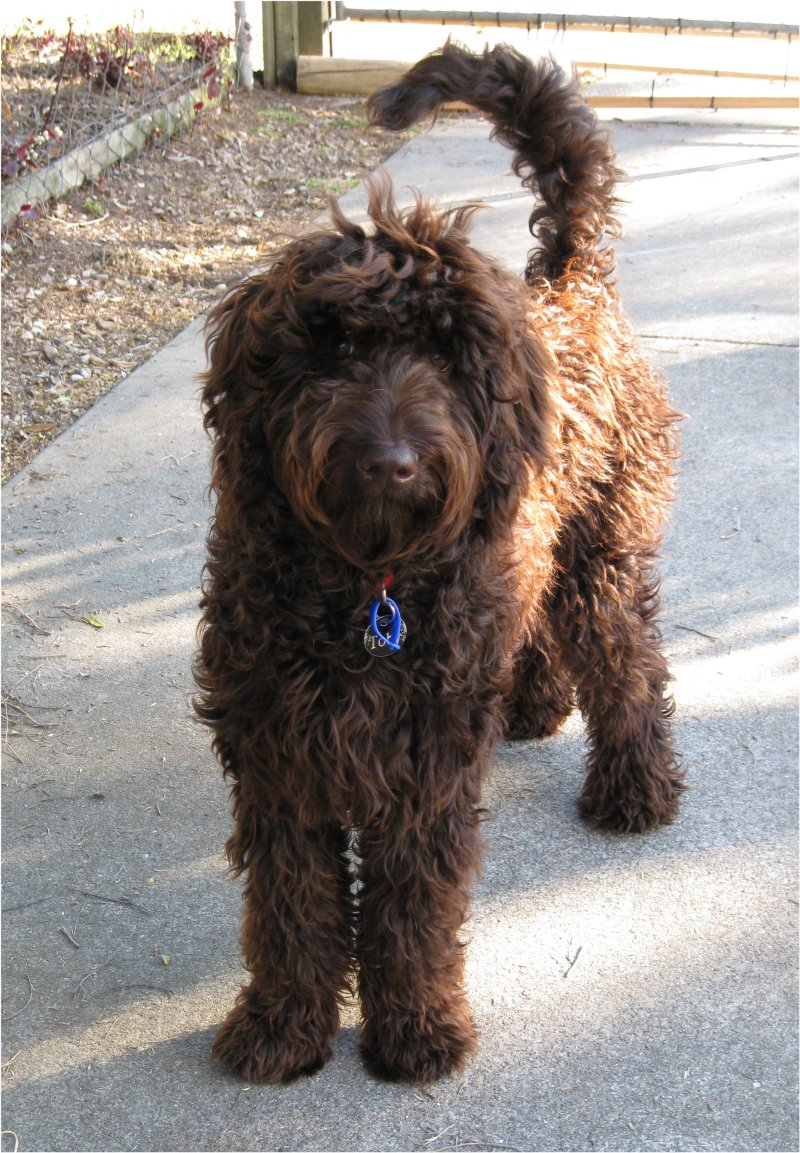
Australijski Labradoodle, sierść typu runo

## Zachowanie i charakter
Labradoodle są to psy przyjacielskie, rodzinne, żywotne oraz posłuszne. Pracują jako psy towarzysze, przewodnicy, co oznacza że sprawdzają się w ścisłej współpracy z człowiekiem. Mają niewielkie tendencje do agresji czy szczekania, są delikatne w podejściu do dzieci i innych zwierząt. Osiągają wysokie wyniki w treningach posłuszeństwa. U australijskich Labradoodli udało się uzyskać powtarzalność charakteru. U zwykłego Labradoodla spotyka się psy charakterem podobne bardziej do Pudla niż Labradora.

## Użytkowość
Labradoodle jest rasą hipoalergiczną, stworzoną z myślą o ludziach uczulonych na psy. Są dobrymi psami przewodnikami.

## Zdrowie Labradoodli
Labradoodle są nową rasą, jednak nie pozbawioną ryzyka chorób genetycznych. Choroby te pochodzą głównie od macierzystych ras czyli od pudla oraz labradora. Są to między innymi: dysplazja stawów biodrowych i łokciowych, choroby oczu (postępujący zanik siatkówki), choroby tarczycy. Hodowcy konsekwentnie pracują nad tym by ich psy były jak najzdrowsze i eliminują z hodowli obciążone chorobami osobniki. Zwraca się uwagę na krzyżowanie ze sobą jak najmniej spokrewnionych zwierząt oraz prowadzi się specjalny program infuzji. U australijskich Labradoodli choroby te są jak dotąd eliminowane dość skutecznie (dysplazja stawów tylko u parunastu psów na parę tysięcy). Wynika to z obowiązkowego i wszechstronnego badania wszystkich psów dopuszczonych do rozrodu pod kątem występowania wyżej wymienionych chorób. Hodowcy australijskich Labradoodli zapewniają również gwarancje zdrowotną dla kupowanego szczeniaka.
Od hodowców Labradoodli wymaga się wczesnej sterylizacji szczeniąt, zanim trafią one do swoich domów. Jest to bardzo popularne zachowanie w przypadku wszystkich ras w Australii i Stanach Zjednoczonych, w Europie w dalszym ciągu budzące wiele kontrowersji. Ma to na celu z jednej strony zapobieganie niekontrolowanego rozmnażania zwierząt (i ich późniejszego trafiania do schronisk) jak i ochronę nowo powstającej rasy (tak, by tylko nieliczni mogli być hodowcami). Wczesna sterylizacja psów ma ponadto dobry wpływ na zdrowie zwierząt jako, że zapobiega powstawaniu wielu nowotworów. W tak wczesnym wieku szczenięta również wracają do zdrowia znacznie szybciej niż starsze psy poddawane temu zabiegowi.

## Popularność
Znane głównie w Australii i USA stają się coraz popularniejsze w Europie. W Polsce pierwsza hodowla została otwarta w 2009 roku. .
Labradoodle jako słowo jest już w Oxford English Dictionary. Labradoodle są również coraz bardziej powszechne w naszej kulturze. Amerykański Prezydent, Barack Obama wybierał psa dla swojej rodziny pomiędzy Australijskim Labradoodlem a Portugalskim Psem Wodnym.
Labradoodle pojawia się w grze online D2N (Die2Nite), osadzonej w realiach postapokaliptycznych, jako pupil jednego z  występujących w grze bohaterów.